# Œudeghien

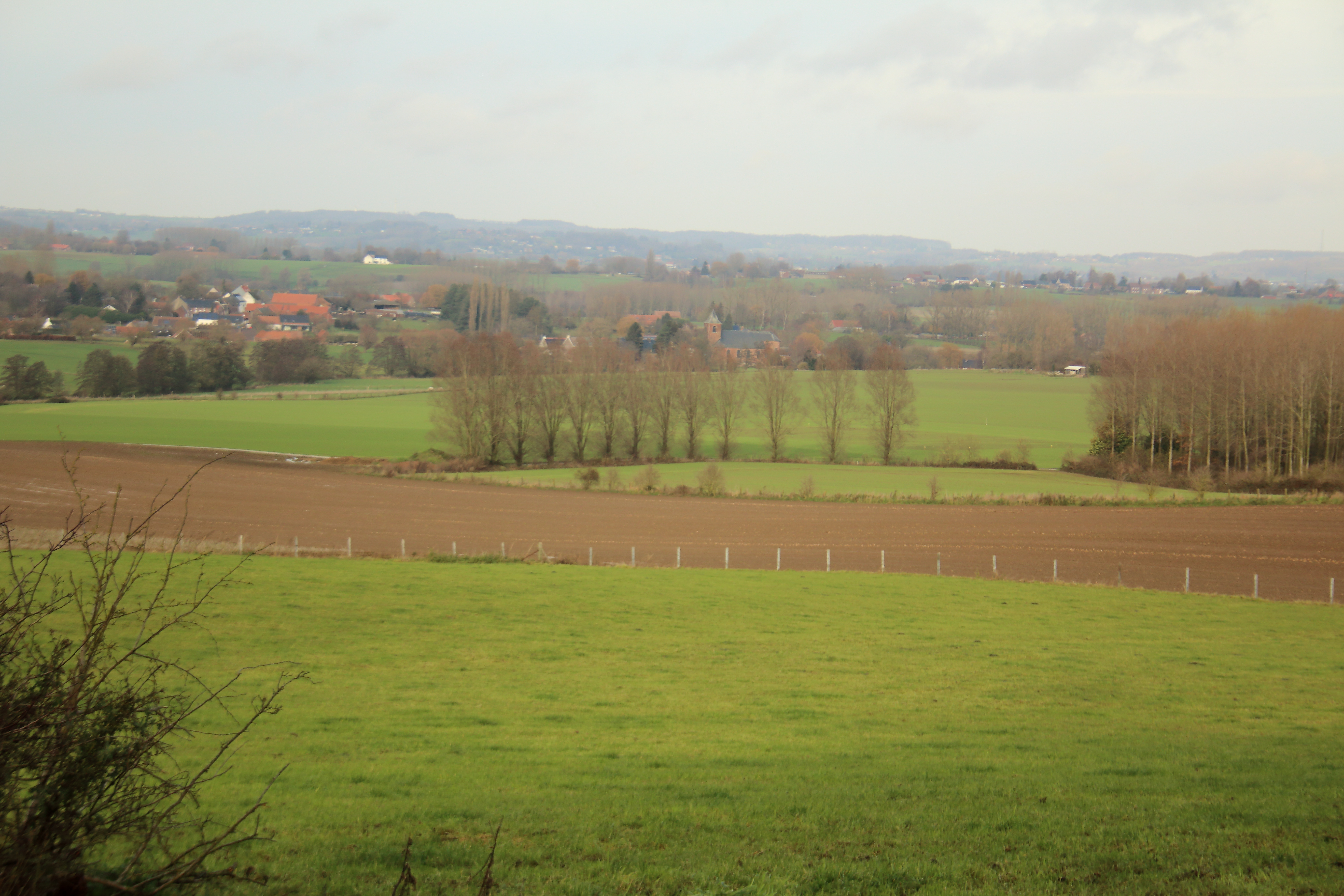
Zicht op het dorp in het Pays des Collines

Œudeghien (Nederlands: Heidegem) is een dorp in de Belgische provincie Henegouwen, en een deelgemeente van de Waalse gemeente Frasnes-lez-Anvaing.
Oeudeghien was een zelfstandige gemeente, tot die bij de gemeentelijke herindeling van 1977 toegevoegd werd aan de gemeente Frasnes-lez-Anvaing.

## Bezienswaardigheden
- De Sint-Niklaaskerk (Église Saint-Nicolas) is een classicistisch bouwwerk van 1790, uitgevoerd in baksteen en kalksteen. De kerk bezit enkele gepolychromeerde houten beelden uit de 15e-17e eeuw.

## Natuur en landschap
Oeudeghien ligt aan de Chaussee Brunehaut en aan de oostrand van het Pays des Collines. De hoogte bedraagt 50 meter.  Vooral in het zuiden en westen vindt men heuvels tot 136 meter hoogte.

## Demografische ontwikkeling
- Bronnen:NIS, Opm:1831 tot en met 1970=volkstellingen, 1976= inwoneraantal op 31 december

## Nabijgelegen kernen
Mainvault, Bouvignies, Ostiches, Lahamaide, Buissenal